# Liste des épouses et compagnes des présidents de la République haïtienne
La Première dame de la république d'Haïti est la compagne du président de la république d'Haïti. Mais la constitution haïtienne de 1987 ne fait jamais mention de cette fonction, pas plus que celle de « premier gentilhomme » dans le cas d'une présidente. 
Le site Haïti-Références donne Lucienne Heurtelou (1921-2006), épouse de Léon Dumarsais Estimé pour Première dame d'Haïti de 1946 à 1950. Néanmoins, la première « Première dame » de l'Haïti autonomiste fut Suzanne Louverture, épouse du général Louverture, tandis que la « Première dame » de l'Haïti autonome fut l'impératrice Marie-Claire, épouse de l'empereur Jacques Ier d'Haïti, qui fut d'abord son président.

## Liste

### République
- 1807-1843 : Marie-Madeleine Lachenais

- 1957-1971 : Simone Ovide
- 1980-1986 : Michèle Bennett

- 12 juillet 1997-2001 : Guerda Benoit Préval

- Jusque 2009 : Célima Dorcely Alexandre
- 2009-14 mai 2011 : Élisabeth Delatour Préval
- 14 mai 2011-7 février 2016 : Sophia Saint Rémy Martelly
- 14 février 2016-7 février 2017 : Ginette Michaud Privert (par intérim)
- 7 février 2017-7 juillet 2021 : Martine Moïse